# 2016년 하계 올림픽 조정
2016년 하계 올림픽 조정, 즉 2016년 리우데자네이루 하계 올림픽 조정 경기는 2016년 8월 6일부터 13일까지 라고아(Lagoa)의 로드리고 데 프레이타스 라군(Rodrigo de Freitas Lagoon)에서 열렸다. 14개의 메달 종목에는 547명의 선수(남자 334명, 여자 213명)가 참가했다.
3회 연속 올림픽에서는 영국이 금메달 3개, 은메달 2개로 메달 1위를 차지하며 가장 성공적인 국가가 되었다. 독일과 뉴질랜드가 각각 금메달 2개, 은메달 1개를 획득하며 공동 2위를 차지했다.

## 참여 국가
- 알제리 (2)
- 앙골라 (2)
- 아르헨티나 (2)
- 오스트레일리아 (29)
- 오스트리아 (3)
- 아제르바이잔 (2)
- 바하마 (1)
- 벨라루스 (10)
- 벨기에 (1)
- 버뮤다 (1)
- 브라질 (4)
- 불가리아 (2)
- 캐나다 (26)
- 칠레 (4)
- 중화인민공화국 (17)
- 크로아티아 (3)
- 쿠바 (7)
- 체코 (10)
- 덴마크 (13)
- 에콰도르 (1)
- 이집트 (2)
- 에스토니아 (4)
- 프랑스 (18)
- 독일 (35)
- 영국 (43)
- 그리스 (10)
- 홍콩 (4)
- 헝가리 (3)
- 인도 (1)
- 인도네시아 (2)
- 이란 (1)
- 이라크 (1)
- 아일랜드 (5)
- 이탈리아 (27)
- 일본 (4)
- 카자흐스탄 (2)
- 리비아 (1)
- 리투아니아 (10)
- 멕시코 (2)
- 네덜란드 (36)
- 뉴질랜드 (36)
- 나이지리아 (1)
- 노르웨이 (5)
- 파라과이 (2)
- 페루 (2)
- 폴란드 (26)
- 루마니아 (18)
- 러시아 (4)
- 세르비아 (4)
- 싱가포르 (1)
- 남아프리카 공화국 (12)
- 대한민국 (2)
- 스페인 (4)
- 스웨덴 (1)
- 스위스 (11)
- 중화 타이베이 (1)
- 태국 (2)
- 토고 (1)
- 트리니다드 토바고 (1)
- 튀니지 (3)
- 튀르키예 (2)
- 우크라이나 (8)
- 미국 (41)
- 우루과이 (1)
- 우즈베키스탄 (1)
- 바누아투 (1)
- 베네수엘라 (1)
- 베트남 (2)
- 짐바브웨 (2)